# Siraphan Wattanajinda

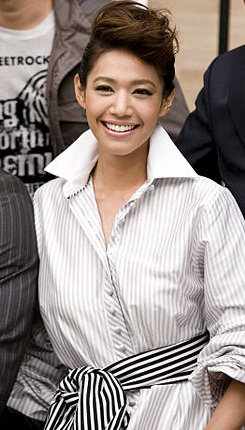
Siraphan Wattanajinda (2009)

Siraphan Wattanajinda (thailändisch ศิรพันธ์ วัฒนจินดา; * 22. Mai 1982 in Lampang), auch unter ihrem Künstlernamen Noon (thailändisch นุ่น) bekannt, ist eine thailändische Schauspielerin.

## Lebenslauf
Siraphan Wattanajinda wurde am 22. Mai in Lampang geboren. In ihrer Geburtsstadt besuchte sie die Bunyawat-Wittayalai-Schule. Nachdem sie das Abitur abgelegt hatte, trat  sie in die Universität Chiang Mai ein und begann dort an der Fakultät für Ingenieurwissenschaften zu studieren. Nach dem erfolgreich abgeschlossenen Studium erwarb  sie den Grad und das Diplom eines Bachelors. Daraufhin beschloss sie, eine Karriere im Kino zu starten. Als ein auffallend hübsches Mädchen besaß sie die erforderlichen Eigenschaften, um Schauspielerin zu werden. Ihr Filmdebüt gab sie 2005 und erhielt bereits höchste Auszeichnungen professioneller Vereinigungen. Wattanajinda erschien auf den Covers mehrerer namhafter Magazine, darunter DONT (Bangkok), OK!, Yoga Journal, Woman Plus (Mai 2006) usw. Sie war 2014 in der Juni-Ausgabe des Magazines Touch zu sehen. Seit 2015 ist sie mit dem thailändischen Schauspieler Piphat Apiraktanakorn (thailändisch พิพัฒน์ อภิรักษ์ธนากร) verheiratet, der durch den Actionfilm The Bodyguard (2004) bekannt ist.

### Tätigkeit als Unternehmerin
Neben ihrer Arbeit als Kino-Darstellerin ist Siraphun Wattanajinda als Geschäftsfrau tätig. Gemeinschaftlich mit ihrem Ehemann gründete sie die GmbH „Kid Kid“, die Dienstleistungen auf dem Gebiet des Ecodesigns anbietet. Im Unternehmen hat sie das Amt des CEO inne.

## Filmografie
- 2019: Hua Jai Sila[6]
- 2012: Home: Love, Happiness, Remembrance
- 2010: Secret Sunday
- 2008: Where the Miracle Happens
- 2006: The Unseeable
- 2005: Dear Dakanda